# نيكولاس مايس (دراج)
نيكولاس مايس (بالفرنسية: Nikolas Maes)‏ (و. 1986  م) هو راكب دراجة هوائية بلجيكي، ولد في كورتريك، شارك في طواف إسبانيا، وطواف إسبانيا 2014.

## سباقات أو مراحل فاز بها
| التاريخ        | السباق                    | المركز                                          |
| -------------- | ------------------------- | ----------------------------------------------- |
| 01 يناير 2006  | دريفينكويرز أوفيريجز 2006 | المركز الثالث                                   |
| 14 مايو 2006   | سيركيت دي والونيا 2006    | الفائز في التصنيف العام                         |
| 01 يناير 2007  | دريفينكويرز أوفيريجز 2007 | المركز الثاني                                   |
| 27 يوليو 2011  | طواف الوني 2011           | العاشر في التصنيف العام                         |
| 01 يناير 2013  | موانئ العالم كلاسيكي 2013 | الفائز في التصنيف العام، الفائز في ترتيب النقاط |
| 20 مارس 2013   | دفارز دور فلاندرز 2013    | السادس في التصنيف العام                         |
| 25 أغسطس 2013  | طواف فاتينفول 2013        | السابع في التصنيف العام                         |
| 14 أكتوبر 2014 | طواف بكين 2014            | الخامس في تصنيف النقاط                          |
| 01 يناير 2015  | هيستسي بيجل 2015          | المركز الثاني                                   |
| 28 فبراير 2015 | طواف نيوشبلاد 2015        | المرتبة 19 في التصنيف العام                     |
| 25 مارس 2015   | دفارز دور فلاندرز 2015    | التاسع في التصنيف العام                         |
| 06 يونيو 2018  | 2018 Sint-Elooisprijs     | المركز الثالث                                   |

## روابط خارجية
- نيكولاس مايس على موقع الاتحاد الدولي للدراجات (الإنجليزية)
- نيكولاس مايس على موقع أرشيف الدراجات (الإنجليزية)
- نيكولاس مايس على موقع إحصائيات الدراجات الإحترافية (الإنجليزية)
- نيكولاس مايس على موقع نسبة الدراجات (الإنجليزية)
- نيكولاس مايس على موقع CycleBase (الإنجليزية)